# 가와구치 다쿠야
가와구치 다쿠야(일본어: 川口 卓哉, 1978년 10월 11일 ~ )는 일본의 전 축구 선수이다.

## 구단 경력
과거 쇼난 벨마레, 도쿄 베르디, 콘사돌레 삿포로에서 활동하였다.

## 국가대표팀 경력
그는 1995년 FIFA U-17 세계 축구 선수권 대회에 참가할 일본 U-17 국가대표팀에 발탁되었으며, 3경기에 출전했다.